# 올림푸스 PEN E-P3
PEN E-P3(영어: Olympus PEN E-P3)은 2011년 7월 출시된 올림푸스의 미러리스 렌즈 교환식 카메라이다. Pen E-P2의 후속이며, 많은 부분이 변경되어 출시되었다. E-P2에 비해 ISO 성능 개선, LCD창의 화소 개선 및 터치 기능 탑재, 초점 센서의 변경, 마그네슘 재질로의 회귀, 1080p 동영상 지원 등의 차이점이 있다.

## 갤러리

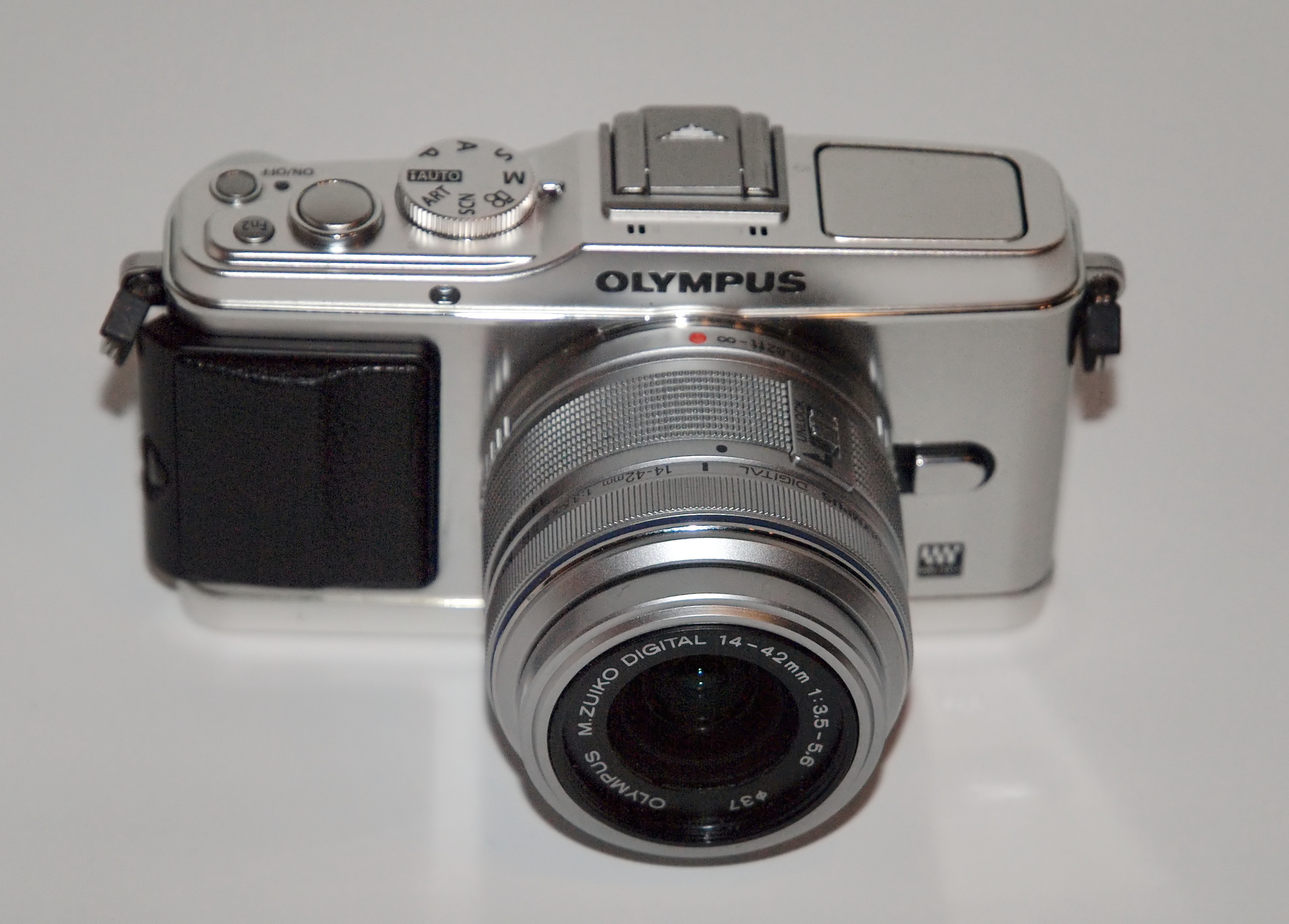
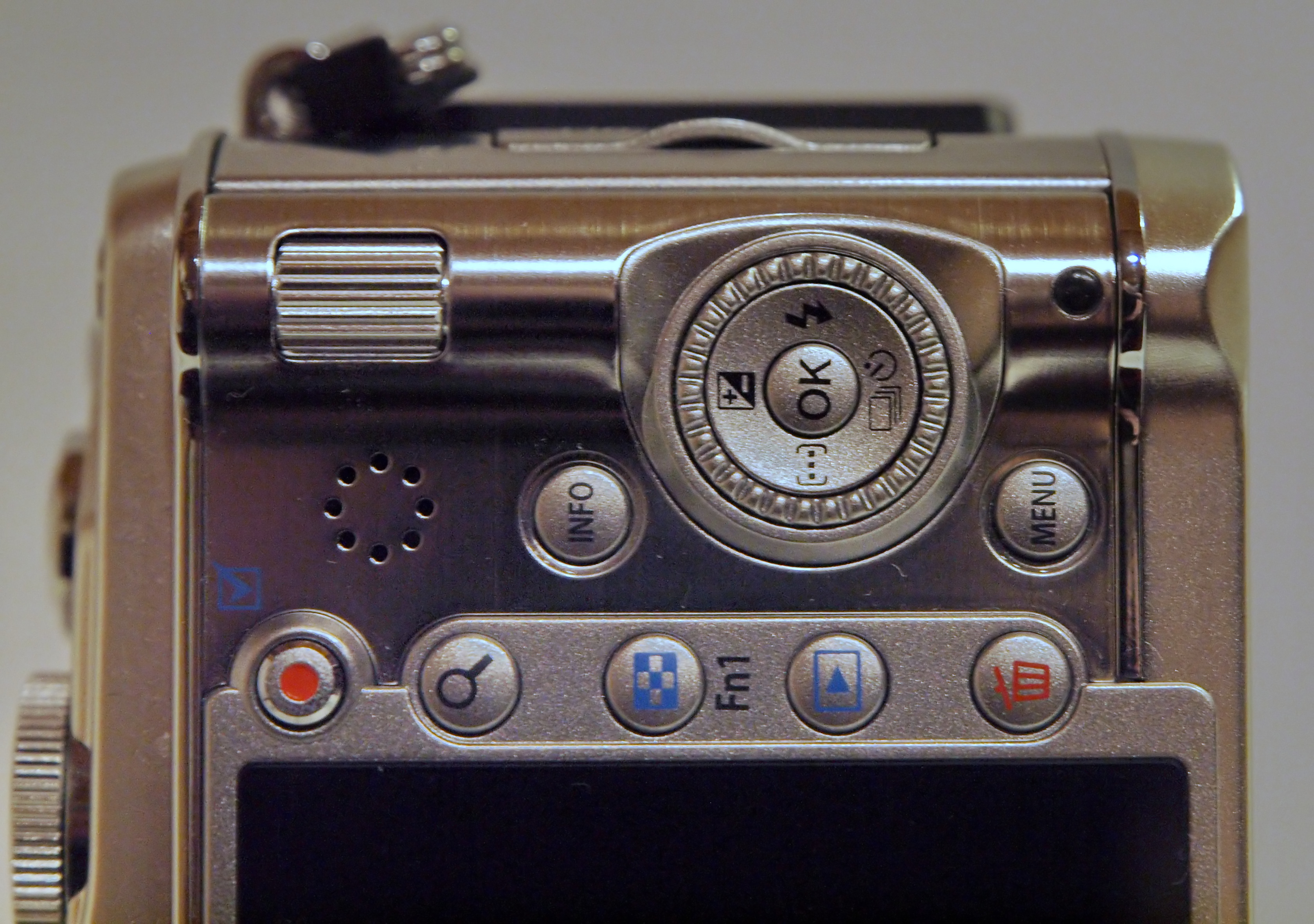
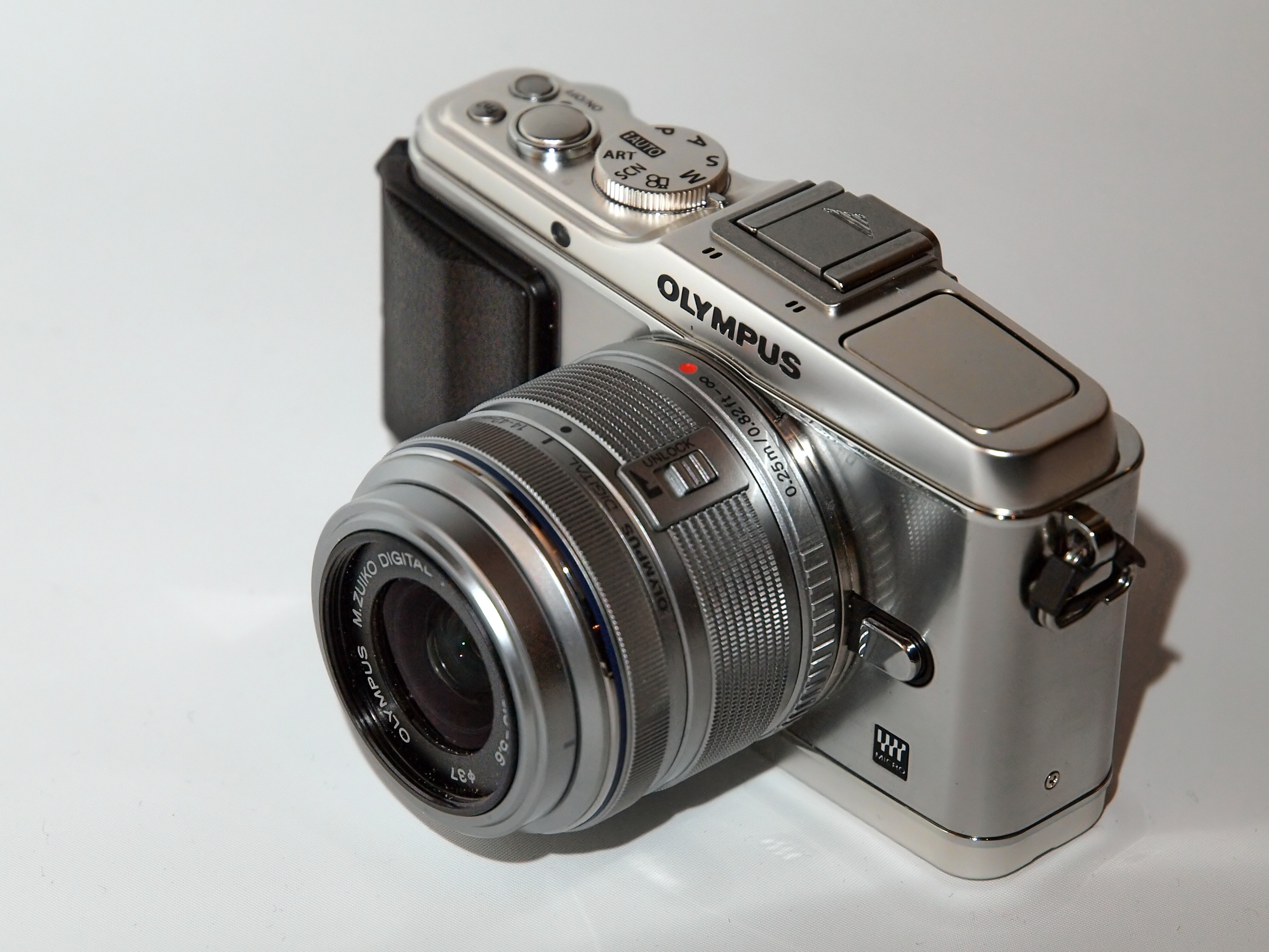
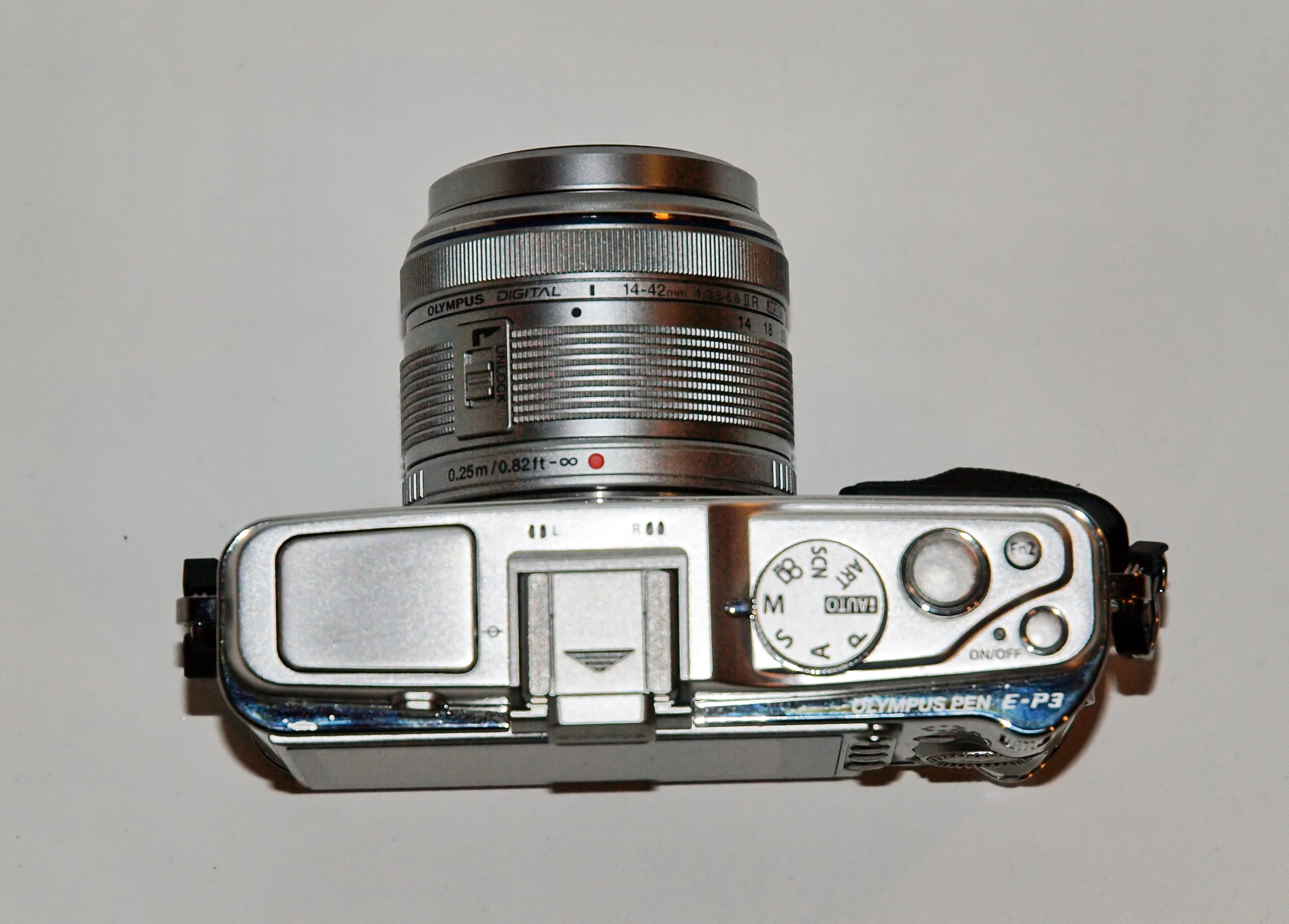
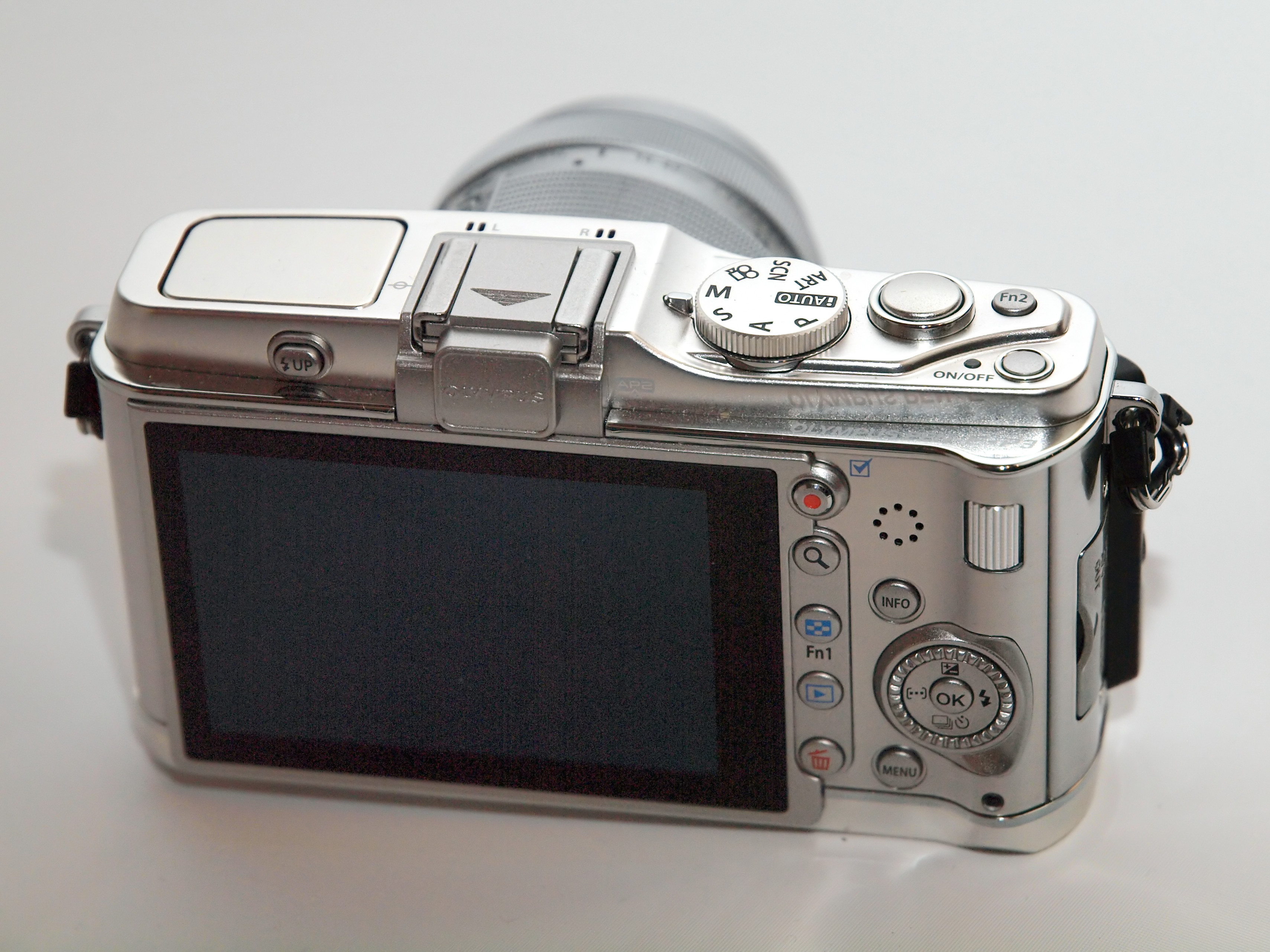
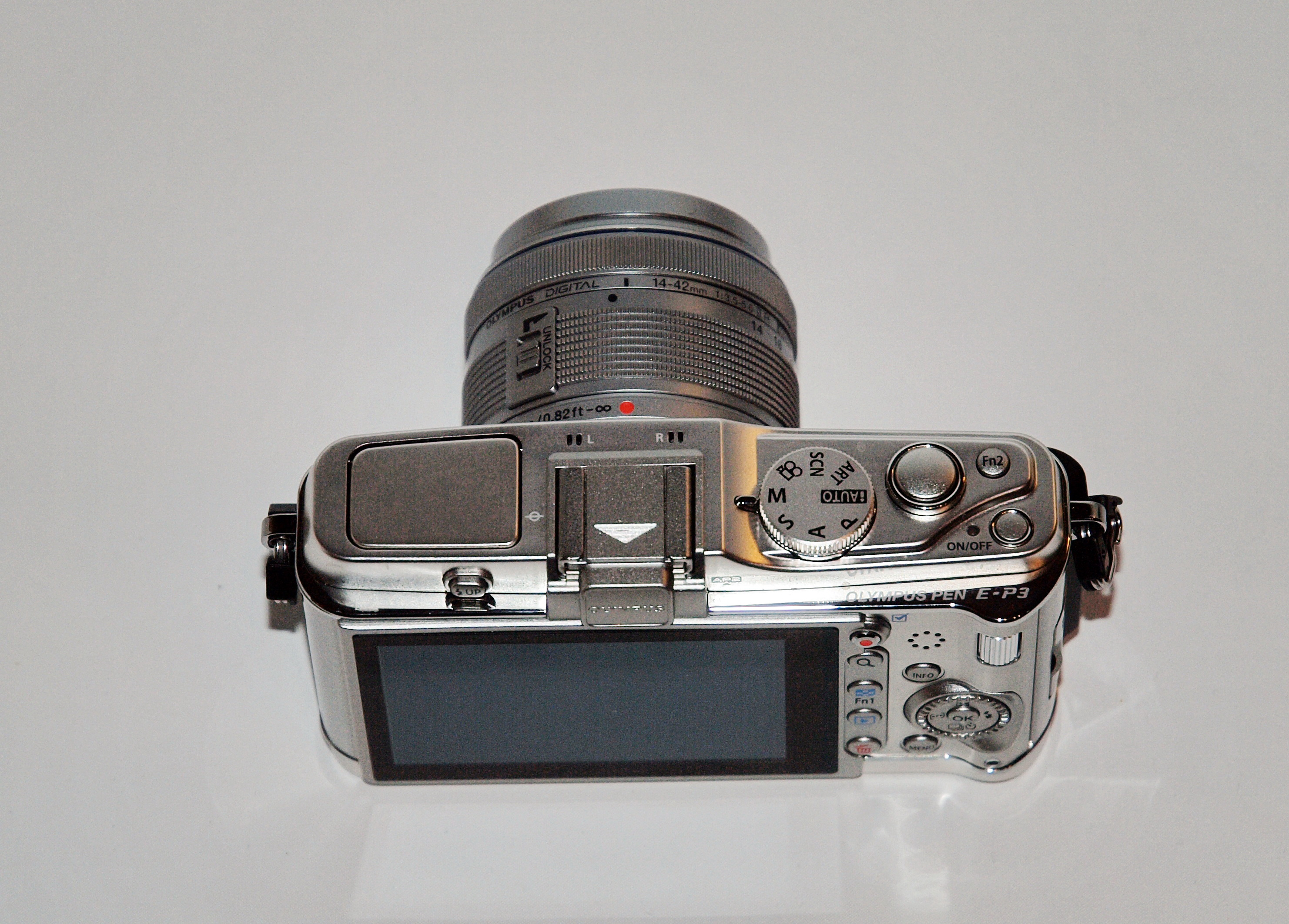

## 같이 보기
- 마이크로 포서즈 시스템
- 미러리스 카메라